# Immunodeficiència
La immunodeficiència és un estat patològic en el qual el sistema immunitari és incapaç de desenvolupar una resposta immunitària adequada davant la presència d'un antigen estrany i aquest no és eliminat del cos. Aquest fet és molt important quan es tracta de microorganismes patògens perquè l'organisme resta vulnerable i pot patir infeccions recurrents, sovint oportunistes, més o menys greus segons el grau d'immunodeficiència. A grans trets, la immunodeficiència és el resultat de l'absència o la manca de funcionalitat dels elements que intervenen en la resposta immunitària, incloent els limfòcits, els fagòcits i el sistema del complement.
En aquest estat també s'alteren els mecanismes immunitaris de vigilància i control de cèl·lules tumorals abans de la seva multiplicació, circumstància que facilita la gènesi de determinats tipus de càncer.

## Tipus

### Pel component afectat
- Deficiència de la immunitat humoral: mieloma múltiple, leucèmia limfoide crònica, sida.
- Deficiència de les cèl·lules T: trasplantaments, sida, quimioteràpia, limfoma, tractament amb glucocorticoides.
- Neutropènia: quimioteràpia, trasplantament de medul·la òssia, inflamació granulomatosa crònica.
- Asplènia: esplenectomia (extirpació quirúrgica de la melsa),[3] anèmia de cèl·lules falciformes.[4]
- Deficiència del complement: en molts casos el seu origen és congènit,[5] però existeixen altres condicions que poden produir-la.[6]

### Primària o secundària

#### Primària
D'origen genètic o innat, és a dir que es neix amb un defecte que impedeix el funcionament correcte del sistema immunitari. Pot afectar tant les defenses específiques com les defenses inespecífiques. El seu espectre fenotípic és molt ampli. La classificació de 2017de la Unió Internacional de Societats d'Immunologia recull 354 errors immunitaris diferents, derivats de 344 defectes genètics.
Algunes d'aquestes immunodeficiències són: granulomatosi inflamatòria crònica (una malaltia provocada per mutacions en els gens que codifiquen les subunitats del sistema fagocític NADPH oxidasa encarregat de la producció endògena d'espècies reactives de l'oxigen), hipogammaglobulinèmies (la hipogammaglobulinèmia primària més freqüent és la immunodeficiència comuna variable), agammaglobulinemia lligada al cromosoma X, síndrome de Di George (una deleció a l'extrem distal del braç llarg del cromosoma 22), immunodeficiència combinada greu (incloent la síndrome d'Omenn, una de les variants d'aquesta immunodeficiència també anomenada reticuloendoteliosi familiar autosòmica recessiva amb eosinofília, causada per mutacions en els gens que regulen els limfòcits B i T), l'angioedema hereditari, la síndrome d'hipergammaglobulinèmia M o la síndrome de Wiskott-Aldrich.
En certes famílies que pateixen un dèficit congènit de transcobalamina II, el trastorn cursa amb alteracions immunitàries molt similars a les de la immunodeficiència combinada greu, responsables d'infeccions múltiples que es presenten des de la infantesa.

#### Adquirida o secundària
No és heretada, sinó que apareix en qualsevol moment a conseqüència de diversos factors o estats corporals com poden ser la leucèmia, la diabetis tipus 2, la tiroïditis de Hashimoto, l'angiomatosi quística (o anomalia limfàtica generalitzada), l'exposició a radiacions, l'alcoholisme, desnutrició/avitaminosi, cirrosi de qualsevol etiologia, episodis aguts d'estrès o depressió, alguns fàrmacs contra les infeccions (alteració de la microbiota normal de l'intestí pels antibiòtics), el tractament prolongat amb immunosupressors, determinats antiinflamatoris i corticoides, exposició a contaminants ambientals (productes petroquímics, metalls pesants, dioxines, dissolvents industrials) o algunes malalties greus que debiliten el sistema immunitari, com la sarcoïdosi, la síndrome de Good, la colitis ulcerosa, l'enteritis regional o l'esprue tropical (una forma de malabsorció). Un altre factor habitual és la sida. L'envelliment també altera l'eficàcia immunitària, un fenomen anomenat immunosenescència.